# Ponticola ratan
Ponticola ratan es una especie de peces de la familia de los Gobiidae en el orden de los Perciformes.

## Distribución geográfica
Se encuentra en el mar Negro, mar Caspio y mar de Azov.

## Observaciones
Es inofensivo para los humanos.